# هنري بيرسي آدمز
هنري بيرسي آدمز (بالإنجليزية: Henry Percy Adams)‏، (1865-1930) مهندس معماري إنجليزي مولود في إبسويتش. عمل هنري مع ستيفن سالتر في لندن ثم انضم إليهم تشارلز هولدن وليونيل بيرسون. كان أدمز وهولدن وبيرسون آنذاك أحد أكثر المهندسين نجاحًا في أوائل القرن العشرين.